# Josiel Alves de Oliveira
Josiel Alves de Oliveira (* 19. September 1988 in São Paulo), auch bekannt als Jô, ist ein brasilianischer Fußballspieler.

## Karriere
Jô stand von 2007 bis 2010 beim Rio Branco FC in Rio Branco unter Vertrag. 2007 wurde er an den Manaus Compensão EC, 2008 an den Luverdense EC ausgeliehen. Nach Vertragsende beim Rio Branco FC wechselte er 2010 zum ebenfalls in Rio Branco beheimateten AC Juventus. Am 1. Juli 2011 wechselte auf Leihbasis zum portugiesischen Erstligisten União Leiria. Nach zwölf Erstligaspielen für den Verein aus Leiria kehrte er Ende Februar 2012 nach Brasilien zurück. Im Juli 2012 wechselte er ebenfalls wieder auf Leihbasis zum portugiesischen Erstligisten Moreirense FC. Nach einem Ligaspiel kehrte er im Oktober 2012 wieder nach Brasilien zurück. Über die brasilianischen Stationen AA Caldense und dem São José EC wechselte er im Juli 2013 zum kroatischen Verein NK Istra 1961. Mit dem Verein aus Pula spielte er in der ersten Liga, der 1. HNL. Nach einer Spielzeit, in der er 30 Ligaspiele bestritt, wechselte er im Juli 2014 zum Ligakonkurrenten Hajduk Split. Nach nur zwei Monaten kehrte er im September nach Pula zurück. Nach insgesamt 51 Ligaspielen ging er im September 2015 nach Moldawien, wo er einen Vertrag beim Erstligisten FC Milsami unterschrieb. Nach nur zwei Ligaspielen zog es ihn im Mai 2016 nach Island. Hier unterschrieb er einen Vertrag bis Jahresende beim Erstligisten UMF Grindavík. Im Januar 2017 wurde er vom südkoreanischen Zweitligisten FC Anyang unter Vertrag genommen. Für das Fußballfranchise aus Anyang bestritt er bis Juni 16 Zweitligaspiele. Wo er von Juli 2017 bis Anfang Februar 2020 spielte, ist unbekannt. 2020 spielte er für den montenegrinischen Verein FK Jezero Plav und den slowenischen Klub NK Krško. Von Januar 2021 bis Februar 2023 war er vertrags- und vereinslos. Von Februar 2023 bis Dezember 2023 stand er bei den kroatischen Vereinen NK Uljanik Pula und NK Rudar Labin unter Vertrag. Der Krabi FC, ein Zweitligist aus Thailand, nahm ihn im Januar 2024 unter Vertrag. Am Ende der Saison 2023/24 belegte er mit dem Klub aus Krabi den letzten Tabellenplatz und musste somit in die dritte Liga absteigen. Für Krabe bestritt er acht Zweitligaspiele. Nach dem Abstieg verließ er den Verein und schloss sich Ende Juli 2024 seinem ehemaligen Verein NK Rudar Labin an.